# 大麻籽油
大麻籽油（英語：hempseed oil），又稱火麻油（Hemp oil），是以火麻仁為原料製成的食用油。大麻籽油一般是以冷榨法製成，富含多種營養成份，呈現清澈的淡綠色或暗綠色。與含四氫大麻酚的大麻油（Hash oil）不同。
經過精製後的大麻籽油，為透明無色，但也損失了許多營養成份，可使用於皮膚保養品。
一般是使用於低四氫大麻酚的大麻品種生產的大麻籽作為原料。大麻籽本身不含四氫大麻酚等成份，但可能在採收及製作過程前會混入一些。因此在進入製油過程前，會再度去除掉其中99.99%的四氫大麻酚，以符合法令規定。